# 駅からの旅
『駅からの旅』（えきからのたび）とは、1994年4月から2000年3月30日までフジテレビで放送されていたミニ番組である。放送時間は毎週木曜 22:54 - 23:00 (JST) 。

共同テレビジョンが制作協力しており放送終了直前のテロップに名を連ねていた。
スポンサーは、番組が終了するまでJR東日本が一社提供で担当。ナレーターは槇大輔が担当していた。

## 主な内容
JR東日本の駅から歩いていけるようなところにある名所や施設・その土地にしかない食べ物・飲み物などを一つ紹介。

またオープニングの背景は毎回紹介する名所や施設などを背景とした水彩画の絵となっていた。

（ただし提供画面はグリーンバック）